# Stacking (scheikunde)

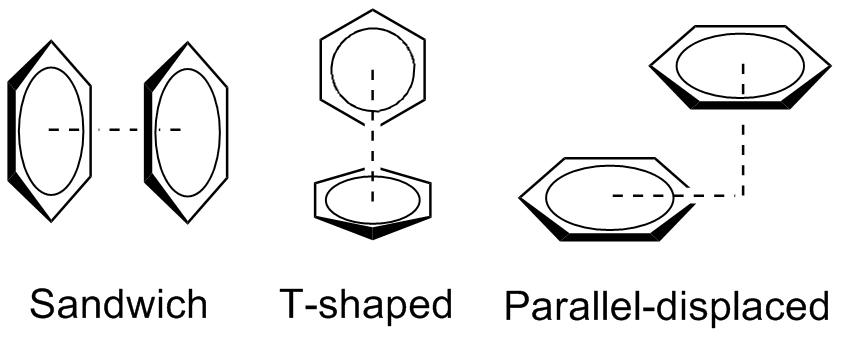
Drie mogelijke conformaties van een aromatisch ringpaar, elk met unieke stacking-interacties

Pi-stacking (Engels voor pi-stapeling) of π–π stacking verwijst naar de niet-covalente aantrekkingskracht tussen aromatische ringen. Aromatische verbindingen bestaan uit pi-bindingen, en de interacties tussen dergelijke ringen worden daarom pi-pi-interacties genoemd. Recht tegenover elkaar gelegen aromatische ringen (sandwich) stoten elkaar af, maar parallel verschoven aromatische ringen zijn juist elektrostatisch aantrekkend.
Pi-stacking is van groot belang voor de totstandkoming van de dubbele helix in DNA- en RNA-moleculen door stapeling van de basenparen, voor de tertiaire structuur van eiwitten en complexvorming. Daarnaast is het een belangrijk concept in materiaalkunde en supramoleculaire chemie. De aard van de interactie is nog niet geheel ontrafeld en er is discussie onder scheikundigen over de terminologie.